# Iglesia de San Francisco (León)

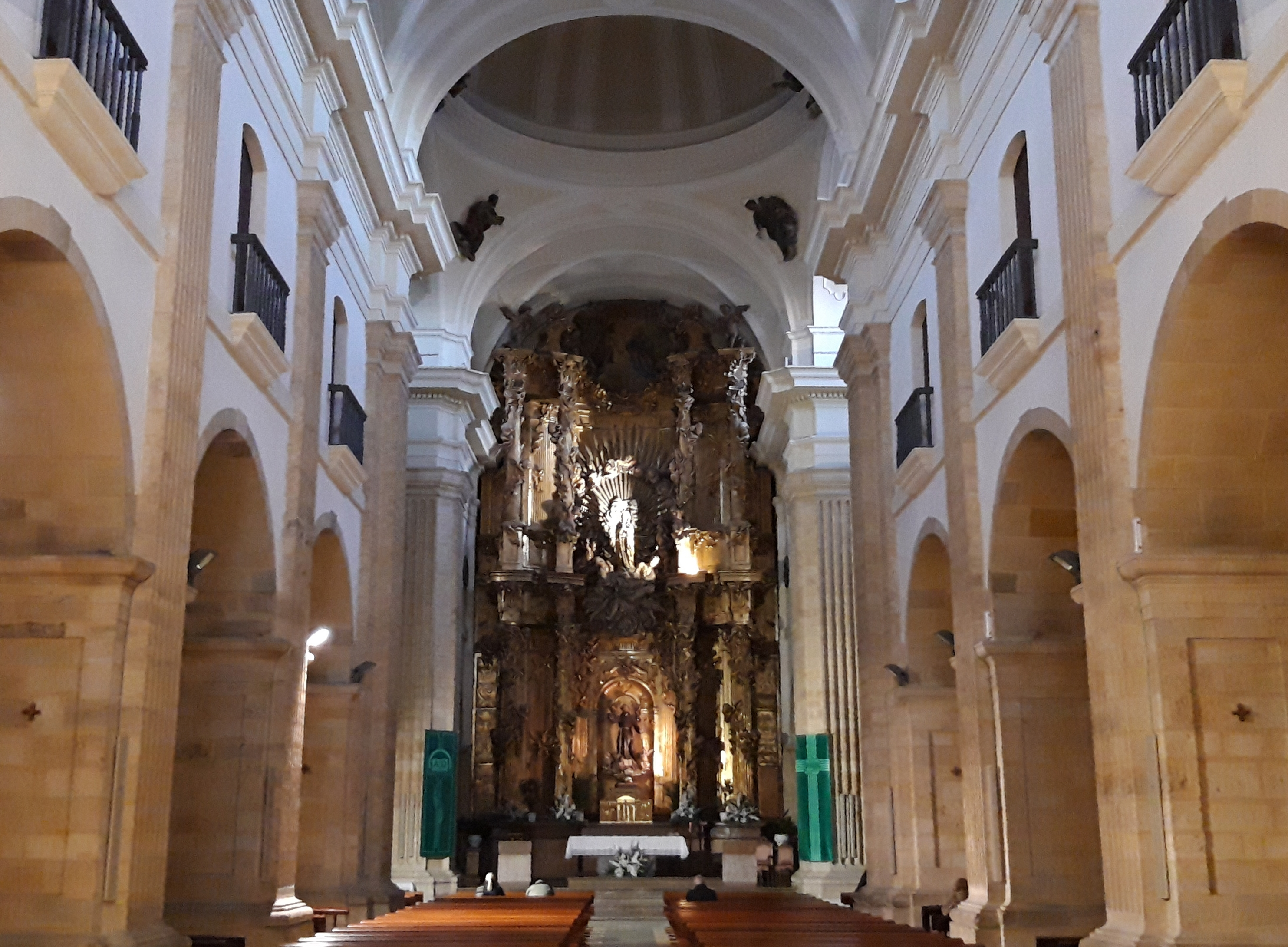
Interior

La iglesia de San Francisco es un templo católico de la ciudad de León (España) situado en la calle de la Corredera nº 1 y frente al Jardín de San Francisco. Es una de las principales iglesias de la ciudad y está asociada al convento de los Capuchinos. 

## Historia
Levantada sobre los extramuros de la ciudad en la parte sur de la misma, la primera iglesia de San Francisco se construyó en el siglo XIII. En 1763, durante el reinado de Carlos III, se comienza la construcción del actual templo, de mayor tamaño que el anterior y con formas clasicistas propias de la segunda mitad del siglo XVIII. Bajo la dirección de Francisco de Rivas, el templo finalizó su construcción en 1791, ya bajo el reinado de Carlos IV.
En 1836, Mendizábal decretaba la supresión de las órdenes religiosas dejando por abandonada la iglesia de San Francisco al estar asociada al convento del mismo nombre, lo que ocasionó la pérdida de una gran parte de objetos de culto y retablos. Tras ser vendida, la iglesia se transformó en taller para la restauración de carruajes.
En 1880, la Tercera Orden de San Francisco compró la iglesia y convento tras 44 años sin uso religioso, comenzando la restauración del templo. En este periodo se colocó el altar mayor, una de las joyas de la iglesia. El actual retablo de la iglesia de San Francisco fue el retablo del altar mayor de la Catedral de León realizado en 1733, que durante casi un siglo y medio presidió la catedral leonesa. A finales del siglo XIX, durante la restauración de la catedral por Juan de Madrazo, el retablo se desmontó para devolver al templo formas más góticas. La comunidad capuchina decidió en ese momento comprar el retablo barroco para instalarlo en la iglesia de San Francisco. En 1882 finalizaron las obras de restauración de la iglesia. En el siglo XX, destacan varias restauraciones, especialmente en los años 1964 y 1996.

## Arquitectura
Como tantas iglesias de este periodo, sigue los modelos establecidos en la Iglesia del Gesù de Roma, que fue el gran modelo de iglesia barroca. Con ella comparte la presencia de una sola nave con capillas laterales conectadas a través de arcos, transeptos muy reducidos, la ausencia de torres y la presencia de una cúpula en el crucero. 
La iglesia se encuentra rodeada por diferentes edificios pertenecientes a la orden capuchina, destacando el convento en su parte sur, en el que aparece un gran claustro ajardinado, y el teatro San Francisco en la parte norte, donde se muestran diferentes programas de cine, música y teatro. 